# قويسنا
قُوَيْسِنَا، مدينة بمِصرَ، قاعدة مركز ومدينة قويسنا بمحافظة المنوفية بدلتا النيل في مِصرَ.

## نشأة
كانت قويسنا قديماً تسمى منشأة صبري وقد سميت بهذا الاسم تعظيماً لاسم صبري باشا مدير مديرية المنوفية وسميت قويسنا نسبة إلى قرية قويسنا البلد الذي سميت هذه القرية نسبه إلى الشيخ القويسنى ويقال أن اسم قويسنا على اسم جزيرة في النيل.واسميت قويسنا نسبة إلى الشيخ القويسنى الذي كان يقطن فيها آنذاك.
وبعد قرار المملكة المصرية آنذاك بالبدء في إنشاء خط سكة حديدى يربط ما بين القاهرة (العاصمة) والإسكندرية مرورًا بمدن بنها وطنطا وكفر الزيات ودمنهور وصولاً إلى الإسكندرية (وهو ثاني خط سكة حديد على مستوى العالم) على أن يمر هذا الخط الحديدي بشرق منشأة صبرى الفارغ من الإنشاءات الحضرية آنذاك وعلى ذلك فقد ارتأت المديرية العمومية للمنوفية إنشاء مدينة حضرية على أن تكون متضمنة البلدة القديمة (منشأة صبري) وقد كان المرسوم الملكي سنة 1897 الصادر بإنشاء مدينة قويسنا المحطة (وذلك لتفريقها عن البلد الأصلى المسمى بذلك الاسم وهي قويسنا البلد) هو الميلاد الرسمي لمدينة قويسنا وعلى ذلك تم إنشاء المجلس المحلي لمدينة قويسنا ومن قبله مجلس مدينة قويسنا ومن ثم أصبحت مدينة قويسنا مدينة جاذبة للسكنى من مختلف الجهات فقد ورد إليها عائلات من الريف المجاور وتمثل نشاطهم في تملك الأطيان الزراعية وكذلك من الصعيد واشتهارهم بتجارة الأقمشة والمني-فاتورة وبعض الأسر السودانية أيضاً وتحتضن قويسنا عدد كبير من الجوامع ذات الحجم الكبير، كما يوجد بها كنيستين كبيرتين.

## صفات
تتميز قويسنا بانها المركز الوحيد الذي يربط المنوفية بالقاهرة وعن طريقها تمر كل السيارات لدخول المنوفية وأيضا تربط المنوفية ببعضها فعن طريق قرية شبرا قبالة تربط قويسنا بقرية إسطنها التابعة لمركز الباجور وقرية أجهور الرمل التي تربط محافظة المنوفية بمحافظة القليوبية وتعتبر قويسنا هي أول حدود المنوفية فبعدها تكون مدينة بنها محافظة القليوبيه
ويوجد بقويسنا أيضا الطريق الحربي الذي يمر بقويسنا مرورا إلى قريه قويسنا البلد وقريه بجيرم وعزبه على عبد الجواد وصولا إلى بركه السبع ومنها إلى طنطا، وقد استخدم هذا الطريق وقت الحرب لنقل المعدات والذخائر.
وصل هذا الطريق أيضا بمحافظه الغربية.

## المدينة الصناعية
يوجد بقويسنا المدينة الصناعية الكبرى وهي مدينة مبارك الصناعية ويوجد بها أكبر مجموعة في مصر لصناعة الإلكترونيات والأجهزة المنزلية وهي مجموعة العربي (والتي تعد أكبر مجموعة صناعية للأجهزة المنزلية والإلكترونيات في الوطن العربي) ويوجد مصنع سيجما للأدوية ومصانع أخرى كثيرة وتعرف مدينة قويسنا بترابط أسرها وعائلتها.

### قرى قويسنا

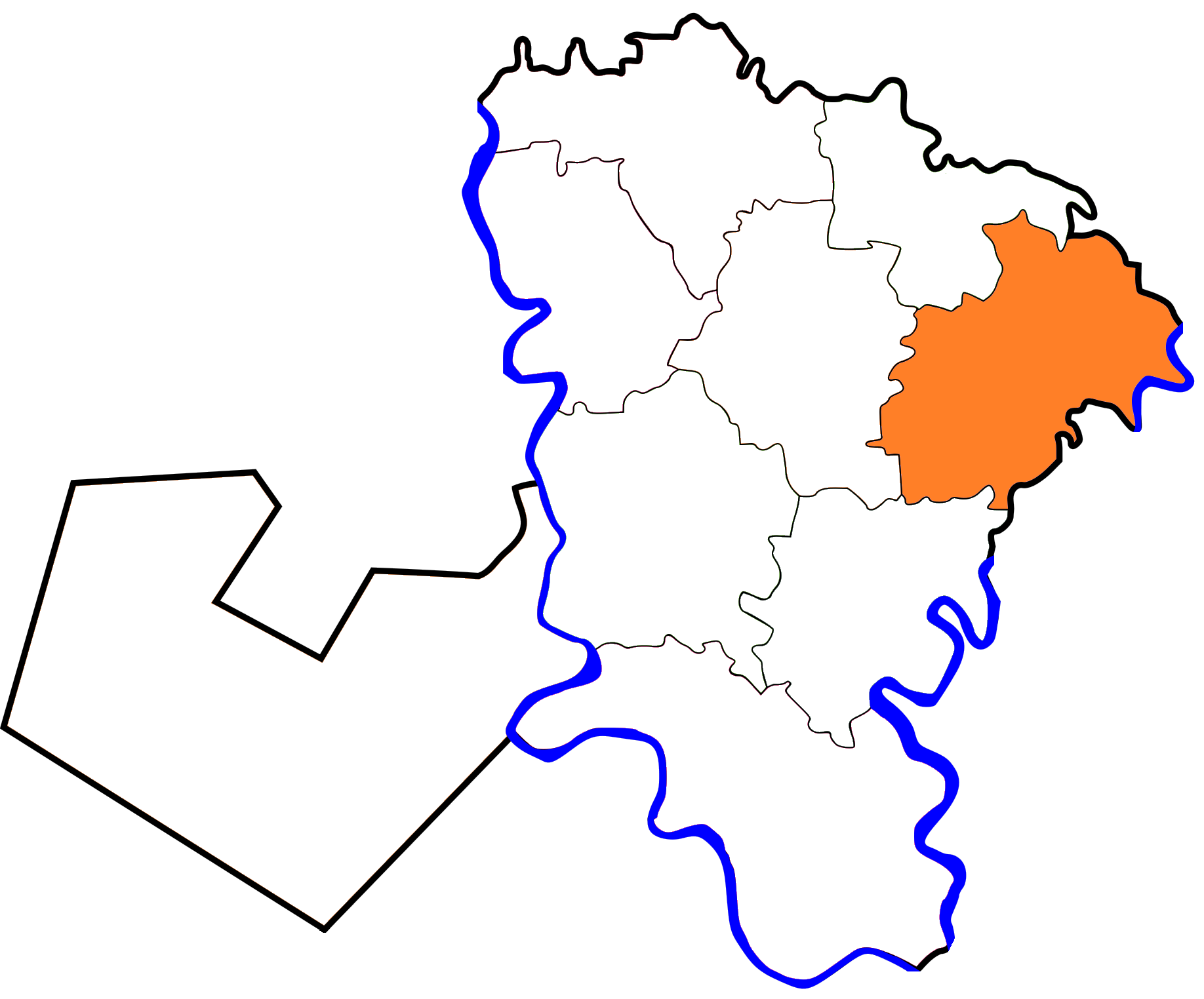
مركز قويسنا

مدينة قويسنا هي قاعدة مركز قويسنا، ويقسم مركز قويسنا إلى مدينة واحدة «قويسنا» و9 وحدات محلية قروية تشمل 48 قرية تابعة و109 كفور ونجوع وعزب والوحدات المحلية هي:
- وحدة ابنهس يتبعها القرى (إبنهس، كفر إبنهس، كفر أبو الحسن، كفر المنشى، كفر طه شبرا)
- وحدة بجيرم ويتبعها القرى (بجيرم، قويسنا البلد، شرانيس، كفر بني غريان، بني غريان، دمهوج)
- وحدة مصطاي، ويتبعها القرى (كفر الأكرم، مصطاي، الرمالي)
- وحدة ميت بره ويتبعها القرى (ميت بره، برة العجوز، منشأة أبو ذكري، كفور الرمل، كفر ميت العبسي)
- وحدة شبرا بخوم ويتبعها القرى (شبرا بخوم، ميت العبسي، بقسا، منشية العرب)
- وحدة عرب الرمل ويتبعها القرى (عرب الرمل، أجهور الرمل، كفر وهب، كفر عبده، كفر الشيخ إبراهيم، منشأة دملو)
- وحدة أم خنان يتبعها القرى (أم خنان، العجايزة، كفر زين الدين، كفر العرب القبلي كفر أبشيش، منشأة أم خنان)
- وحدة طه شبرا ويتبعها القرى (طه شبرا، ميت القصري، ميت العز، ميت أبو شيخة، ميت سراج، كفر ميت سراج، منشأة الشهيد عبد المنعم رياض)
- وحدة اشليم ويتبعها القرى (أشليم، كفر أشليم، شمنديل، كفر السلامية، شبرا قبالة).[5]

- عرب أبو ذكرى
- منشاة العجايزة
- منشأة صبرى
- دملو
- كفر هلال
- كفر سليمان